# Fadou-Saba
Fadou-Saba est une ville et une sous-préfecture de Guinée rattachée à la préfecture de Dabola.
Le chef-lieu est Fadou saba.

## Histoire
Elle a été érigée en sous-préfecture le 16 mars 2021. Elle dépend de la préfecture de Kouroussa et Djama Lancinet Condé est à la tête de la délégation spéciale de la localité,.

## Subdivision administrative
Fadou saba est composé de huit districts.
| Districts            | Secteurs                                                     |
| -------------------- | ------------------------------------------------------------ |
| Fadou saba centre    | Fadou saba centre, Didikoulén, Wassaya, Koutoubouya et Sorya |
| Kakidi               | Kakadi centre                                                |
| Santiya              | Santiya centre, Fadou et Tenkémansa                          |
| Bandankélén souaréla | Bandankélén souaréla centre                                  |
| Kakéla traoré        | Kakéla traoré centre, Lahibaya, Fofanayé et Cisséla          |
| Morigbèya saba       | Morigbèya centre et Kormana                                  |
| Morimoussaya         | Morimoussaya centre, Cisséla, Banora et Djanéla              |
| Sotéya               | Sotèya                                                       |

## Personnalité